# Lidia Kopania
Lidia Kopania-Przebindowska, född 12 maj 1978 i Koluszki, Polen, är en polsk sångerska som representerade Polen i Eurovision Song Contest 2009 i Moskva, Ryssland den 14 maj.

## Diskografi

### Studioalbum
- 2006 – Intuicja
- 2008 – Przed Świtem

### Singlar
- 1998 "Niezwykły dar"
- 2006 "Sleep"
- 2006 "Hold On"
- 2007 "Twe milczenie nie jest złotem"
- 2008 "Tamta Łza"
- 2008 "Rozmawiać z tobą chce"
- 2009 "I don't wanna leave"